# Citrullináció
A citrullinálás vagy deimináció a fehérjében lévő arginin aminosavnak citrullinná történő átalakulása. A citrullin nem tartozik a 20 standard aminosav közé, amelyeket a DNS kódol a genetikai kódban. Ehelyett egy fordítás utáni módosítás eredménye. A citrullináció eltér a szabad aminosav citrullin képződésétől a karbamidciklus részeként vagy a nitrogén-monoxid-szintáz család enzimeinek melléktermékeként.
Az arginin-deiminázoknak (ADI-knak) nevezett enzimek a szabad arginin deiminációját katalizálják, míg a protein-arginin-deiminázok vagy peptidilarginin-deiminázok (PAD-k) az elsődleges ketimincsoportot (>C=NH) egy ketoncsoporttal (>C=O) helyettesítik. Az arginin semleges pH-n pozitív töltésű, míg a citrullinnak nincs nettó töltése. Ez növeli a fehérje hidrofóbságát, ami a fehérje feltekeredésének megváltozásához vezethet, ami befolyásolja a szerkezetet és a működést.
Az immunrendszer megtámadhatja a citrullinált fehérjéket, ami olyan autoimmun betegségekhez vezethet, mint a rheumatoid arthritis (RA) és a sclerosis multiplex (MS). A fibrin és a fibrinogén a reumás ízületekben az arginin deminációjának kedvelt helyei lehetnek. Az anti-citrullinált protein (ACP) antitestek jelenlétének vizsgálata nagyon specifikus (88–96%) a rheumatoid arthritisre, körülbelül olyan érzékeny, mint a rheumatoid faktor (70–78%) az RA diagnosztizálására, és már a klinikai betegség kezdete előtt kimutathatóak.
A citrullinált vimentin az RA és más autoimmun betegségek autoantigénje lehet, és az RA tanulmányozására használják. Ezenkívül a mutált citrullinált vimentin (MCV) elleni antitestek hasznosak lehetnek az RA-terápia hatásainak nyomon követésére. Az ELISA rendszer genetikailag módosított citrullinált vimentint (MCV), a vimentin természetben előforduló izoformáját használja a teszt teljesítményének javítására.
Az arginin és a citrullin közötti reakció során az arginin oldalláncának egyik terminális nitrogénatomját oxigén helyettesíti. Így az arginin pozitív töltése (fiziológiás pH-n) megszűnik, megváltoztatva a fehérje harmadlagos szerkezetét. A reakció egy vízmolekulát használ, és melléktermékként ammóniát eredményez:

## Autoimmun betegségek
Rheumatoid arthritisben és más autoimmun betegségekben, például arthritis psoriaticában, szisztémás lupus erythematosusban és Sjögren-szindrómában az autoantitestek gyakran megtámadják a citrullinált fehérjéket. Az anti-citrullinált fehérje antitest jelenléte a rheumatoid arthritis standard tesztje, és súlyosabb betegségekhez kapcsolódik. A citrullinált fehérjék megtalálhatók a sejttörmelékben is, amely az Alzheimer-kórban és a cigaretta elszívása utáni sejtek pusztulását kíséri. Tehát úgy tűnik, hogy a citrullináció része annak a mechanizmusnak, amely serkenti az immunrendszert autoimmun betegségekben. A citrullinált fehérjék azonban az egészséges vastagbél nyálkahártyájában is megtalálhatók.
2014-ben jelent meg az első átfogó tankönyv a deiminációról.